# 얄마르 브란팅
칼 얄마르 브란팅(Karl Hjalmar Branting, 1860년 11월 23일 ~ 1925년 2월 24일)은 스웨덴의 정치인이다. 그는 스웨덴 사회민주당의 지도자(1907년–1925년)이며, 3번(1920년, 1922년~1923년, 1924년~1925년)에 걸쳐 총리를 역임하였다. 1920년에 권력을 잡았을 때, 브란팅은, 보통 선거를 통해 집권한 첫 스웨덴 총리였을 뿐만 아니라 유럽에서 사회주의자로 집권한 첫 정치인이었다.

## 생애
교수의 아들로 태어난 브란팅은 스톡홀름에서 자랐고 웁살라 대학을 졸업했다. 이공계였던 그는 수리천문학을 공부했고 스톡홀름 천문대에서 조수로 일하기도 했다. 하지만 그는 과학쪽 일을 곧 접고 1884년부터 언론인으로 변신하여 치덴(Tiden)이나 사회민주주의(Social-Demokraten) 같은 신문을 편집하기 시작했다. 브란팅은 좌파사회주의자인 악셀 다니엘손의 글을 신문에 실었다가 반대자들의 공격을 받았다. 이 사건은 브란팅과 악셀 두 사람이 각성하는 계기가 되었지만 두 사람 모두에게 감금체험을 선사하기도 했다. 브란팅은 1888년에 3개월간 투옥되었다가 풀려났다.
1889년에 아우구스트 팔름(August Palm)과 함께 스웨덴 사회민주당을 만들고 1896년에 국회의원이 되어 6년간 일했다. 20세기 초반에 브란팅은 스웨덴에 노르웨이를 계속 복속시키려는 전쟁을 반대했다. 1905년의 전쟁위기때 그는 "왕이여 노르웨이에서 손을 떼라!"라는 구호를 만들고 전쟁 반대 총파업을 조직했다.
1907년에 사회민주당의 총재가 되었고 노령연금, 여성참정권, 8시간 노동제 등을 관철시키기 위해 노력했다. 이후 자유당과 좋은관계를 유지하여 1917년에는 연립정부를 구성해냈다. 1차대전 시기에는 스웨덴의 중립을 고수했다.
브란팅은 에두아르드 베른스테인이 소개한 맑시즘을 받아들여 자본주의가 사회주의로 잘 이행할 수 있다고 믿는 사회개량주의자(Reformist socialism)가 되었다. 그는 노동자에게 투표권이 주어지면 노동자가 의회에 진출 가능하다고 생각했다. 그는 1917년의 러시아 2월혁명을 지지했으며 멘셰비키 지지자로 알렉산드르 케렌스키 정권을 옹호했으며 심지어 페트로그라드(상트 페테르부르크)를 개인적으로 방문하기까지 했다.
시월혁명 때 브란팅은 러시아 정권의 볼셰비키 체포를 비난했다. 그는 사회개량주의자였지만 소련 공산당에 동조하는 사람은 아니었다. 스웨덴 사회민주당은 이 문제로 '청년 좌파' 그룹과 일군의 혁명분파가 떨어져 나가서 세트 회글룬드(Zeth Höglund)의 주도로 좌파 사회민주당(Social Democratic Left Party of Sweden)이 만들어졌다. 이들은 곧 스웨덴 공산당이 되었으나 훗날 회글룬드는 사회민주당으로 돌아오게 되며 그는 이후 브란팅 전기의 저자가 되었다.
브란팅은 스웨덴이 국제연맹에 가입하도록 했고 직접 대리자로 활동하기도 했다. 핀란드와 올랑드 제도의 영토문제가 발생했을 때 브란팅은 이를 국제연맹이 처리하도록 조치했다. 그는 국제연맹의 성립에 기여한 공로로 노벨 평화상을 받았다.
브란팅의 묘지는 스톡홀름에 있다. 예테보리에는 그의 이름을 딴 정류장들이 있으며 코펜하겐에는 브란팅가가 있고 지금은 고급 주택지이다.